# Paraphlebia quinta
Paraphlebia quinta är en trollsländeart som beskrevs av Philip Powell Calvert 1901. Paraphlebia quinta ingår i släktet Paraphlebia och familjen Megapodagrionidae. IUCN kategoriserar arten globalt som livskraftig. Inga underarter finns listade i Catalogue of Life.